# Norvégia az 1960. évi nyári olimpiai játékokon
Norvégia az olaszországi Rómában megrendezett 1960. évi nyári olimpiai játékok egyik részt vevő nemzete volt. Az országot az olimpián 11 sportágban 40 sportoló képviselte, akik összesen 1 érmet szereztek.

## Érmesek
| Érem  | Versenyző                       | Sportág    | Versenyszám     |
| ----- | ------------------------------- | ---------- | --------------- |
| Arany | Bjørn Bergvall Peder Lunde, Jr. | Vitorlázás | Repülő hollandi |

## Atlétika
Férfi
| Versenyző          | Versenyszám | Előfutam | Előfutam | Negyeddöntő | Negyeddöntő | Elődöntő | Elődöntő | Döntő     | Döntő    |
| Versenyző          | Versenyszám | Idő      | Hely.    | Idő         | Hely.       | Idő      | Hely.    | Idő       | Helyezés |
| ------------------ | ----------- | -------- | -------- | ----------- | ----------- | -------- | -------- | --------- | -------- |
| Carl Fredrik Bunæs | 100 m       | 10,7     | 2.       | 10,5        | 5.          | kiesett  | kiesett  | kiesett   | kiesett  |
| Carl Fredrik Bunæs | 200 m       | 21,3     | 2.       | 21,4        | 5.          | kiesett  | kiesett  | kiesett   | kiesett  |
| Arne Hamarsland    | 1500 m      | 3:44,4   | 3.       |             |             |          |          | 3:45,0    | 9.       |
| Jan Gulbrandsen    | 400 m gát   | 52,2     | 1.       |             | 52,4        | 6.       | kiesett  | kiesett   |          |
| Tor Torgersen      | Maraton     |          |          |             |             |          |          | 2:27:30,0 | 26.      |

| Versenyző       | Versenyszám   | Selejtező | Selejtező | Döntő            | Döntő            |
| Versenyző       | Versenyszám   | Eredmény  | Helyezés  | Eredmény         | Helyezés         |
| --------------- | ------------- | --------- | --------- | ---------------- | ---------------- |
| Roar Berthelsen | Távolugrás    | 709 cm    | 29.       | kiesett          | kiesett          |
| Stein Haugen    | Diszkoszvetés | 52,75 m   | 16.       | 53,36 m          | 11.              |
| Sverre Strandli | Kalapácsvetés | 61,41 m   | 9.        | 63,05 m          | 11.              |
| Egil Danielsen  | Gerelyhajítás | 72,93 m   | 17.       | kiesett          | kiesett          |
| Terje Pedersen  | Gerelyhajítás | 74,67 m   | 12.       | nem állt rajthoz | nem állt rajthoz |
| Willy Rasmussen | Gerelyhajítás | 77,95 m   | 5.        | 78,36 m          | 5.               |

Női
| Versenyző       | Versenyszám   | Selejtező | Selejtező | Döntő    | Döntő    |
| Versenyző       | Versenyszám   | Eredmény  | Helyezés  | Eredmény | Helyezés |
| --------------- | ------------- | --------- | --------- | -------- | -------- |
| Unn Thorvaldsen | Gerelyhajítás | 41,99 m   | 20.       | kiesett  | kiesett  |

## Birkózás
Kötöttfogású
| Versenyző     | Versenyszám | 1. forduló                       | 1. forduló | 1. forduló | 2. forduló                         | 2. forduló | 2. forduló | 3. forduló                   | 3. forduló | 3. forduló | 4. forduló        | 4. forduló | 4. forduló | 5. forduló        | 5. forduló | 5. forduló | 6. forduló        | 6. forduló | 6. forduló | Döntő             | Döntő   | Döntő   | Helyezés |
| Versenyző     | Versenyszám | Ellenfél Eredmény                | Pont       | Hely.      | Ellenfél Eredmény                  | Pont       | Hely.      | Ellenfél Eredmény            | Pont       | Hely.      | Ellenfél Eredmény | Pont       | Hely.      | Ellenfél Eredmény | Pont       | Hely.      | Ellenfél Eredmény | Pont       | Hely.      | Ellenfél Eredmény | Pont    | Hely.   | Helyezés |
| ------------- | ----------- | -------------------------------- | ---------- | ---------- | ---------------------------------- | ---------- | ---------- | ---------------------------- | ---------- | ---------- | ----------------- | ---------- | ---------- | ----------------- | ---------- | ---------- | ----------------- | ---------- | ---------- | ----------------- | ------- | ------- | -------- |
| John Tveiten  | 57 kg       | Oleg Karavajev (URS) · kétvállas | 4          | =24.       | Ewald Tauer (EUA) · 3-1            | 7          | =23.       | kiesett                      | kiesett    | kiesett    | kiesett           | kiesett    | kiesett    | kiesett           | kiesett    | kiesett    |                   |            |            | kiesett           | kiesett | kiesett | 23.      |
| Roger Skauen  | 67 kg       | Nick Stamulus (AUS) · 1-3        | 1          | =3.        | Dumitru Gheorghe (ROU) · kétvállas | 5          | 17.        | Bartl Brötzner (AUT) · 2-2   | 7          | 16.        | kiesett           | kiesett    | kiesett    | kiesett           | kiesett    | kiesett    |                   |            |            | kiesett           | kiesett | kiesett | 15.      |
| Harald Barlie | 73 kg       | Ángel Cuetos (ESP) · 1-3         | 1          | =5.        | Hrihorij Hamarnik (URS) · 3-1      | 4          | =16.       | Rizmayer Antal (HUN) · 3-1   | 7          | =15.       | kiesett           | kiesett    | kiesett    | kiesett           | kiesett    | kiesett    | kiesett           | kiesett    | kiesett    | kiesett           | kiesett | kiesett | 15.      |
| Oddvar Barlie | 79 kg       | Bolesław Dubicki (POL) · 2-2     | 2          | =10.       | Ronald Hunt (AUS) · kétvállas      | 2          | =7.        | Ion Ţăranu (ROU) · kétvállas | 6          | =10.       | kiesett           | kiesett    | kiesett    | kiesett           | kiesett    | kiesett    | kiesett           | kiesett    | kiesett    | kiesett           | kiesett | kiesett | 10.      |

## Evezés
| Versenyző                       | Versenyszám  | Előfutam | Előfutam | Vigaszág | Vigaszág | Döntő   | Döntő   | Helyezés    |
| Versenyző                       | Versenyszám  | Idő      | Hely.    | Idő      | Hely.    | Idő     | Hely.   | Helyezés    |
| ------------------------------- | ------------ | -------- | -------- | -------- | -------- | ------- | ------- | ----------- |
| Harald Kråkenes Sverre Kråkenes | Kétpárevezős | 7:11,04  | 4.       | 7:02,88  | 2.       | kiesett | kiesett | helyezetlen |

## Kajak-kenu
Férfi
| Versenyző             | Versenyszám         | Előfutam | Előfutam | Vigaszág | Vigaszág | Elődöntő | Elődöntő | Döntő   | Döntő    |
| Versenyző             | Versenyszám         | Idő      | Hely.    | Idő      | Hely.    | Idő      | Hely.    | Idő     | Helyezés |
| --------------------- | ------------------- | -------- | -------- | -------- | -------- | -------- | -------- | ------- | -------- |
| Rolf Olsen            | Kajak egyes 1000 m  | 4:08,38  | 4.       | 4:13,87  | 3.       | 4:04,82  | 3.       | 4:02,31 | 6.       |
| Arne Ervig Rolf Olsen | Kajak kettes 1000 m | 3:52,63  | 8.       | 3:50,62  | 3.       | 3:53,98  | 4.       | kiesett | kiesett  |

## Kerékpározás

### Országúti kerékpározás
| Versenyző   | Versenyszám   | Idő              | Helyezés |
| ----------- | ------------- | ---------------- | -------- |
| Per Digerud | Mezőnyverseny | 4:31:23 (+10:46) | 71.      |

## Ökölvívás
| Versenyző    | Versenyszám   | Selejtező         | 32-es főtábla              | Nyolcaddöntő              | Negyeddöntő       | Elődöntő          | Döntő             | Helyezés |
| Versenyző    | Versenyszám   | Ellenfél Eredmény | Ellenfél Eredmény          | Ellenfél Eredmény         | Ellenfél Eredmény | Ellenfél Eredmény | Ellenfél Eredmény | Helyezés |
| ------------ | ------------- | ----------------- | -------------------------- | ------------------------- | ----------------- | ----------------- | ----------------- | -------- |
| Dagfinn Næss | Könnyűsúly    | erőnyerő          | Fernando Riera (ESP) · 5-0 | Abel Laudonio (ARG) · RSC | kiesett           | kiesett           | kiesett           | 9.       |
| Roy Askevold | Nagyváltósúly |                   | William Fisher (GBR) · 0-5 | kiesett                   | kiesett           | kiesett           | kiesett           | 17.      |

## Sportlövészet
Férfi
| Versenyző        | Versenyszám           | Selejtező | Selejtező | Selejtező | Döntő | Döntő    |
| Versenyző        | Versenyszám           | Csoport   | Pont      | Helyezés  | Pont  | Helyezés |
| ---------------- | --------------------- | --------- | --------- | --------- | ----- | -------- |
| Nicolaus Zwetnow | Gyorstüzelő pisztoly  |           |           |           | 531   | 52.      |
| Kurt Johannessen | Szabadpisztoly        | B         | 346       | 15.       | 531   | 26.      |
| Tor Richter      | Sportpuska, fekvő     | B         | 389       | 6.        | 577   | 34.      |
| Erling Kongshaug | Sportpuska, fekvő     | A         | 384       | 16.       | 580   | 22.      |
| Erling Kongshaug | Sportpuska, összetett | B         | 545       | 18.       | 1104  | 38.      |
| Magne Landrø     | Sportpuska, összetett | A         | 551       | 13.       | 1103  | 39.      |
| Hans Aasnæs      | Trap                  |           | 87        | =27.      | 185   | 5.       |

## Súlyemelés
| Versenyző  | Versenyszám | Nyomás   | Nyomás   | Szakítás | Szakítás | Lökés    | Lökés    | Összesen | Helyezés |
| Versenyző  | Versenyszám | Eredmény | Helyezés | Eredmény | Helyezés | Eredmény | Helyezés | Összesen | Helyezés |
| ---------- | ----------- | -------- | -------- | -------- | -------- | -------- | -------- | -------- | -------- |
| Arne Lanes | 90 kg       | 115,0    | 19.      | 120,0    | =10.     | 155,0    | =10.     | 390,0    | 15.*     |

* - egy másik versenyzővel azonos eredményt ért el

## Torna
Férfi
| Versenyző    | Versenyszám      | Selejtező | Selejtező | Döntő    | Döntő    |
| Versenyző    | Versenyszám      | Pontszám  | Helyezés  | Pontszám | Helyezés |
| ------------ | ---------------- | --------- | --------- | -------- | -------- |
| Åge Storhaug | Talaj            | 18,45     | =30.      | kiesett  | kiesett  |
| Åge Storhaug | Ugrás            | 17,55     | =89.      | kiesett  | kiesett  |
| Åge Storhaug | Korlát           | 18,45     | =37.      | kiesett  | kiesett  |
| Åge Storhaug | Nyújtó           | 18,20     | =59.      | kiesett  | kiesett  |
| Åge Storhaug | Gyűrű            | 18,20     | =59.      | kiesett  | kiesett  |
| Åge Storhaug | Lólengés         | 18,75     | =15.      | kiesett  | kiesett  |
| Åge Storhaug | Egyéni összetett |           |           | 109,60   | =42.     |

## Vitorlázás
Nyílt
| Versenyző                                        | Versenyszám     | Futam | Futam | Futam | Futam | Futam | Futam | Futam | Pontszám | Helyezés |
| Versenyző                                        | Versenyszám     | 1     | 2     | 3     | 4     | 5     | 6     | 7     | Pontszám | Helyezés |
| ------------------------------------------------ | --------------- | ----- | ----- | ----- | ----- | ----- | ----- | ----- | -------- | -------- |
| Per Jordbakke                                    | Finn dingi      | (101) | 441   | 390   | 691   | 691   | 742   | 867   | 3822     | 13.      |
| Bjørn Bergvall Peder Lunde, Jr.                  | Repülő hollandi | 1291  | 1291  | (592) | 893   | 1592  | 1115  | 592   | 6774     |          |
| Finn Ferner Odd Harsheim Knut Wang               | 5,5 méteres     | (234) | 903   | 380   | 535   | 778   | 266   | 903   | 3765     | 7.       |
| Arild Amundsen Øivind Christensen Carl Otto Svae | Sárkányhajó     | (254) | 687   | 491   | 328   | 833   | 1532  | 1532  | 5403     | 4.       |

## Vívás
Férfi
| Versenyző   | Versenyszám       | Csoportkör | Csoportkör | Csoportkör        | Csoportkör | Csoportkör        | Csoportkör  | Csoportkör        | Csoportkör | Csoportkör        | Csoportkör | Helyezés    |
| Versenyző   | Versenyszám       | 1. kör | 1. kör     | 2. kör            | 2. kör     | Negyeddöntő       | Negyeddöntő | Elődöntő          | Elődöntő   | Döntő             | Döntő      | Helyezés    |
| Versenyző   | Versenyszám       | Ellenfél Eredmény | Hely.      | Ellenfél Eredmény | Hely.      | Ellenfél Eredmény | Hely.       | Ellenfél Eredmény | Hely.      | Ellenfél Eredmény | Hely.      | Helyezés    |
| ----------- | ----------------- | --- | ---------- | ----------------- | ---------- | ----------------- | ----------- | ----------------- | ---------- | ----------------- | ---------- | ----------- |
| Leif Klette | Tőr, egyéni       | 3. csoport · Tănase Mureșanu (ROU) · 5-4 · Allan Jay (GBR) · 2-5 · Jean Cerottini (SUI) · 4-5 · Franck Delhem (BEL) · 1-5 · Borisz Sztavrev (BUL) · 2-5      | 6.         | kiesett           | kiesett    | kiesett           | kiesett     | kiesett           | kiesett    | kiesett           | kiesett    | helyezetlen |
| Leif Klette | Párbajtőr, egyéni | 5. csoport · Ralph Spinella (USA) · 5-2 · Giuseppe Delfino (ITA) · 2-5 · Paul Gnaier (EUA) · 4-5 · François Dehez (BEL) · 3-5 · Kalevi Pakarinen (FIN) · 0-5 | 6.         | kiesett           | kiesett    | kiesett           | kiesett     | kiesett           | kiesett    | kiesett           | kiesett    | helyezetlen |